# 刚果共和国驻华大使馆
刚果共和国驻中华人民共和国大使馆（法語：Ambassade de la République du Congo en République populaire de Chine），简称刚果（布）驻华大使馆，是刚果共和国在中华人民共和国的最高外交代表机构。馆址位于中国北京市朝阳区三里屯东四街7号。大使馆也兼辖在刚果共和国在越南、柬埔寨的外交业务。
除大使馆本馆外，刚果共和国还在广州设有总领事馆。

## 历史
1964年2月22日，刚果共和国与中华人民共和国建交，两国随即互设大使馆。